# Autoincompatibilitat

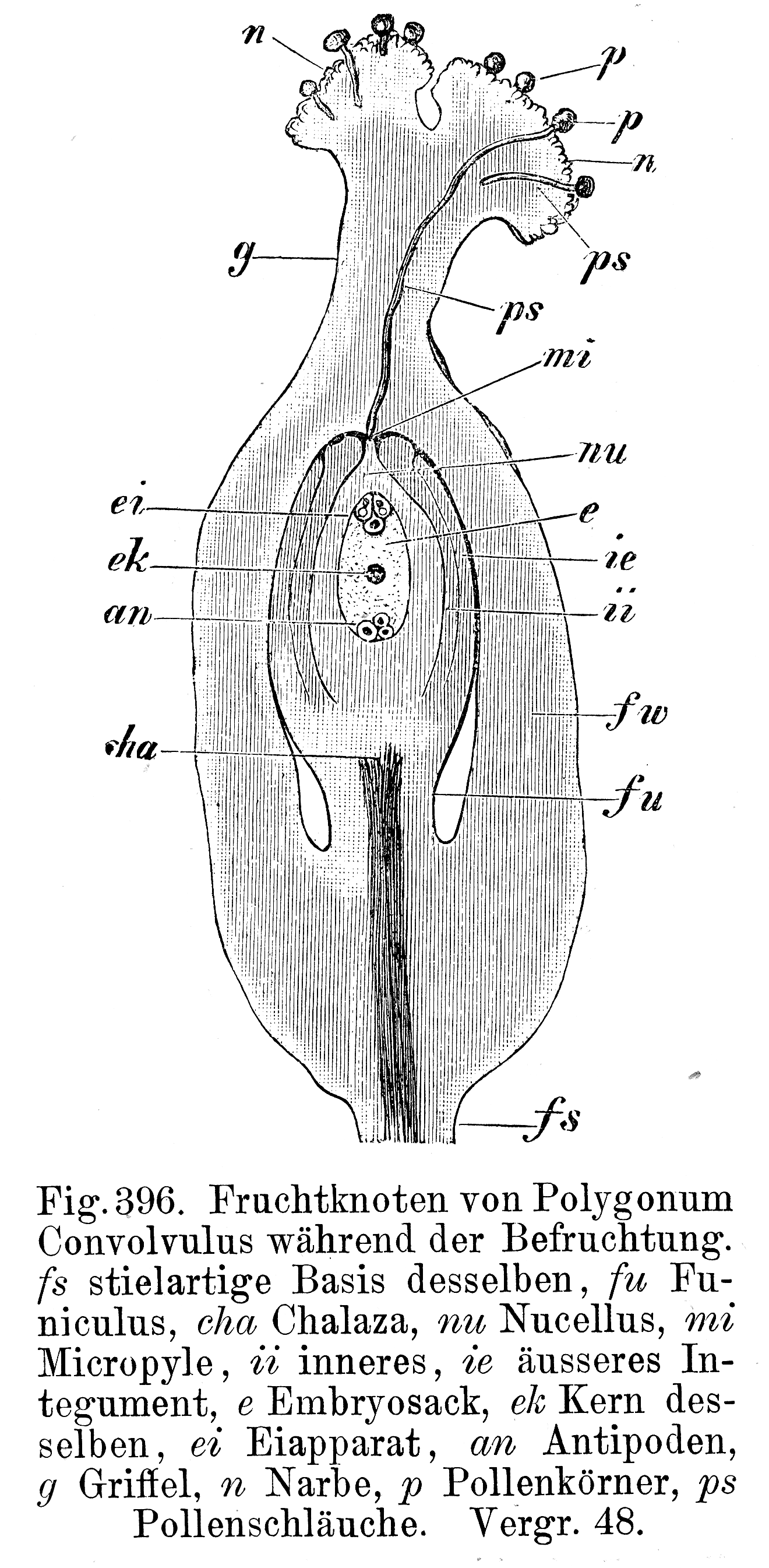
La fecundació en les angiospermes és un procés complex que involucra diverses etapes successives. A l'esquema es mostra com els grans de pol·len (p) aterren a l'estigma de la flor (n) i germinen, emetent un tub pol·línic (ps). El tub pol·línic s'allarga dintre de l'estil (g) i travessa la primordi seminal (mi). Ja dintre de l'òvul, s'orienta cap al sac embrionari (e) per a descarregar els nuclis generatius que es fusionessin amb l'oosfera (la cèl·lula central de les tres assenyalades com (ei)) i amb els nuclis polars (ek), produint-se d'aquesta manera la doble fecundació característica de les angiospermes. L'autoincompatibilitat impedeix l'elongació dels tubs pol·línics en algun punt del seu trajecte fins a l'oosfera.

L'autoincompatilitat (AI) és la incapacitat d'una planta hermafrodita per a produir llavors per l'autopolinització encara que presenti gàmetes viables. És una estratègia reproductiva per a promoure la fecundació entre individus que no es trobin relacionats i, per tant, és un mecanisme que promou la diversitat genètica.
Durant l'evolució de les angiospermes l'AI ha sorgit en diverses ocasions en llinatges totalment diferents. Més de 100 famílies botàniques, entre les quals s'hi inclouen les solanàcies, les poàcies, les asteràcies, les brassicàcies, les rosàcies i les fabàcies, presenten espècies autoincompatibles. De fet, s'ha estimat que el 39% de les espècies d'angiospermes són autoincompatibles. Tan àmplia distribució taxonòmica és congruent amb l'existència de diversos mecanismes genètics diferents que regulen l'AI, depenent de la família considerada.
No obstant això, en tots els casos s'observa un mateix fenomen: els grans de pol·len que arriben a l'estigma de la mateixa planta (o de plantes genèticament relacionades) són incapaces d'efectuar la fecundació, ja que detenen el seu desenvolupament en alguna de les etapes del procés (germinació dels grans de pol·len, desenvolupament dels tubs pol·línics en els pistils o fertilització de l'oosfera). Com a conseqüència d'aquest impediment no es produeixen llavors després de l'autopol·linització. Aquesta detenció del creixement o desenvolupament dels tubs pol·línics dintre dels pistils involucra, d'una banda, el reconeixement per part del pistil de quins són els tubs pol·línics del mateix individu i quins són els d'altres plantes. D'altra banda, després d'ocórrer aquest reconeixement, el desenvolupament dels tubs pol·línics propis (o de plantes genèticament relacionades) ha de ser interromput. Ambdós fenòmens, el reconeixement i la interrupció del creixement, han estat estudiats extensivament tant a nivell citològic, fisiològic, genètic com molecular.
Com s'ha assenyalat prèviament, els sistemes d'AI en les plantes superiors han evolucionat diverses vegades en llinatges independents. A nivell molecular existeixen tres sistemes adequadament caracteritzats: el sistema d'autoincompatibilitat de les solanàcies i rosàcies; el de la rosella (Papaver) i el de la Brassica. En dos de tals sistemes, es coneixen en l'actualitat els gens que codifiquen els components de reconeixement pol·len-pistil, fet que ha demostrat clarament que les proteïnes del pistil i del pol·len involucrades en el reconeixement són diferents entre si i que l'AI és un mecanisme de "clau-pany" a nivell molecular.

## Tipus de mecanismes
Quan les flors de l'espècie que presenta autoincompatibilitat són morfològicament idèntiques entre si, es diu que l'autoincompatibilitat és homomòrfica. Per contra, quan en l'espècie es presenten dues o tres tipus morfològics diferents de flors, es diu que l'autoincompatibilitat és heteromòrfica i el mecanisme es denomina heterostília.

## Autoincompatibilitat homomòrfica
El mecanisme millor estudiat de l'AI en plantes actua a través de la inhibició de la germinació o del creixement dels tubs polínics a l'estigma o a l'estil. Aquest mecanisme està basat en les interaccions entre proteïnes produïdes per un únic locus anomenat S (de l'anglès Self-incompatibility, o sigui, autoincompatibilitat). El locus S en realitat conté 2 gens bàsics, un dels quals s'expressa al pistil i l'altre a l'antera o als grans de pol·len. Es fa referència a aquests gens com determinants femení i masculí, respectivament. Aquests gens es troben físicament pròxims al genoma, genèticament lligats i se'ls considera com un únic al·lel. Les proteïnes produïdes pels determinants masculí i femení del mateix al·lel interaccionen entre elles en el moment de la germinació del gra de pol·len a l'estigma, aturant el creixement del tub polínic. En altres paraules, la identitat de les proteïnes del gra de pol·len i de l'estigma genera una resposta d'AI que atura el procés de fertilització des de l'inici d'aquest. Quan, per contra, un determinant femení interacciona amb un determinant masculí provinent d'un al·lel d'AI diferent, no hi ha resposta d'AI i es produeix la fertilització. Aquesta breu descripció de la resposta d'AI en plantes és usualment més complicada i, moltes vegades, estan involucrats més d'un locus d'AI. Així, en les gramínies, existeixen dos locis que governen la reacció d'AI denominats S i Z. Existeixen dos tipus d'incompatibilitat homòmorfica, l'AI gametofítica i l'AI esporofítica, les quals es descriuen a continuació.

### Autoincompatibilitat gametofítica

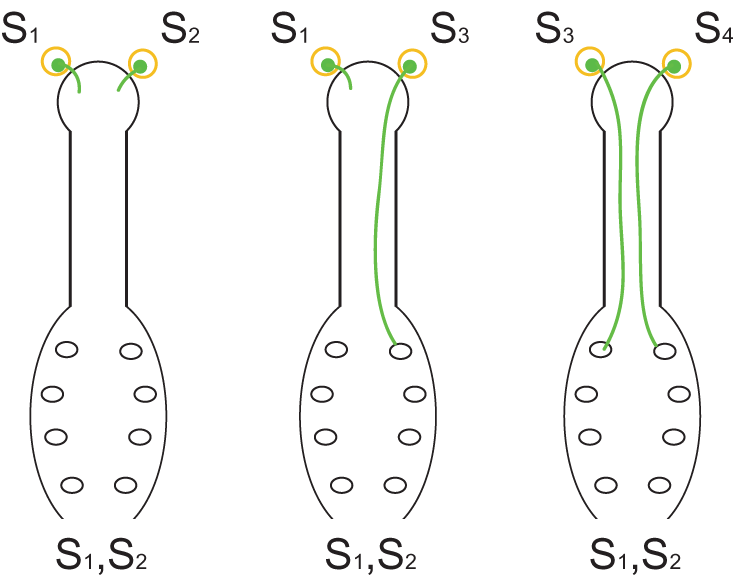
Figura 1. El mecanisme d'autoincompatibilitat gametofítica. La planta de genotip S1S2 produeix grans de pol·len amb al·lels S1 o S2, els quals, en ser idèntics als al·lels S presents en l'estigma, no poden germinar (esquerra). Si sobre l'estigma d'una planta S1S2 arriben grans de pol·len d'una planta amb genotip S1S3, el 50% dels mateixos (aquells amb l'al·lel S3) podran germinar i efectuar la pol·linització, la incompatibilitat es diu parcial (centre). Si sobre els estigmes de la planta de genotip S1S2, finalment, arriben grans de pol·len d'una altra planta amb genotip S3S4, la totalitat dels grans de pol·len podran germinar, ja que no hi ha identitat entre els al·lels S dels grans de pol·len i de l'estigma (dreta).

El sistema d'autoincompatibilitat gametofítica (AIG) és característic de diverses famílies d'angiospermes, com per exemple: Solanaceae, Rosaceae, Scrophulariaceae, Fabaceae, Onagraceae, Campanulaceae, Papaveraceae i Poaceae. A l'AIG, el fenotip d'AI del pol·len està determinat pel seu propi genotip haploide, és a dir, per la constitució genètica del gametòfit. A la figura 1 es descriu com funciona aquest mecanisme mitjançant 3 exemples diferents.

### El mecanisme de l'ARNasa
En aquest mecanisme, l'elongació dels tubs pol·línics és detinguda quan aquests han travessat més o menys un terç del pistil. El component femení de la reacció d'AI és una ribonucleasa, anomenada S-ARNasas, la que aparentment degrada l'ARN ribosòmic (ARNr) dins dels tubs pol·línics en el cas que hi hagi identitat entre els al·lels S masculins i femenins. En degradar l'ARNr, el tub pol·línic no pot sintetitzar noves proteïnes (i enzims), ja que el seu creixement es deté en el terç superior dels pistils i acaba col·lapsat. El component masculí d'aquest sistema d'AIG s'ha identificat més tard i s'ha denominat proteïna PiSLF, un membre del grup de proteïnes amb caixa F. Els membres d'aquest grup de proteïnes típicament funcionen com ligasas d'ubiquitina, és a dir, "marquen" amb ubiquitina als productes corresponents a al·lels S diferents per dirigir la seva degradació en el proteosoma. En les solanàcies el locus S multial·lèlic és altament polimòrfic i codifica una sèrie al·lèlica de S-ARNasas. La diversitat al·lèlica intra- i interpoblacional d'aquest locus ha estat examinada utilitzant aproximacions basades en PCR. Tal aproximació, a més, ha estat utilitzada per demostrar que les S-ARNasas es troben involucrades en l'autoincompatibilitat observada en altres famílies d'angiospermes. Les S-ARNasas mostren un patró característic de 5 regions conservades i dues regions hipervariables. Es considera que les primeres estan relacionades amb la funció catalítica de l'enzim, mentre que les regions hipervariables es troben involucrades en l'especificitat al·lèlica.

#### El mecanisme de la glicoproteïna S
Aquest mecanisme, en el qual el creixement del tub pol·línic és inhibit als pocs minuts de posar-se en contacte amb l'estigma, ha estat descrit en detall en l'espècie Papaver rhoeas (Papaveraceae). El determinant femení de l'AI és una petita molècula extracel·lular que s'expressa només en l'estigma. El determinant masculí és, amb tota probabilitat, un receptor de membrana (és a dir, una proteïna integral de membrana que respon a la unió del determinant femení desencadenant una cascada de reaccions metabòliques dins de la cèl·lula), però no ha estat comprovat amb tota seguretat. La interacció entre els determinants masculins i femenins transmet un senyal dins del tub pol·línic que dona com a resultat un fort influx de cations de calci dins d'aquest, interferint amb el seu patró d'elongació normal. L'influx d'ions de calci deté el creixement del tub pol·línic dins dels dos primers minuts. En aquest estat, la inhibició del creixement encara és reversible. De fet, l'elongació pot reprendre si es manipulen adequadament les condicions experimentals, que dona com a resultat la fertilització dels òvuls. De manera subsegüent a la detenció de l'elongació dels tubs polínics, la proteïna citosòlica "p26", una pirofosfatasa, s'inhibeix per fosforilació, el que possiblement determina la detenció dels processos de síntesi de molècules dins del tub pol·línic, els quals són imprescindibles per a la seva elongació, i una reorganització dels filaments d'actina en el citoesquelet de la cèl·lula vegetativa del tub pol·línic. Als 10 minuts de la seva arribada a l'estigma, el tub pol·línic ha sofert una sèrie de canvis que el condueixen irreversiblement a la seva mort. A les 3-4 hores de la pol·linització, comença la fragmentació de l'ADN nuclear del pol·len i, finalment, a les 10-14 hores, la cèl·lula vegetativa del tub pol·línic mor per apoptosi.

### Autoincompatibilitat esporofítica

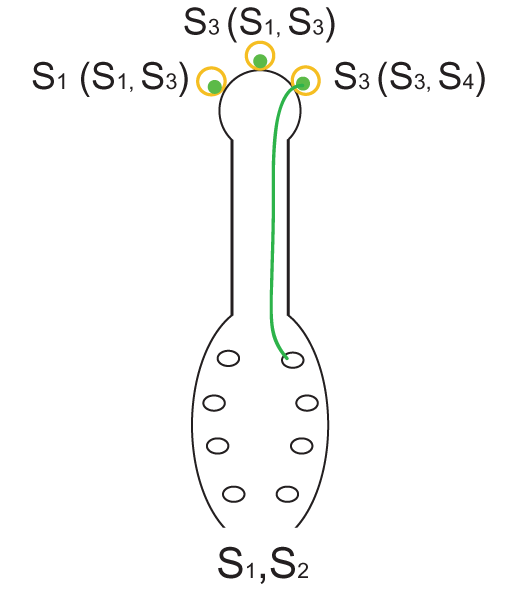
Figura 2. El mecanisme d'autoincompatibilitat esporofítica. Els pistils de la planta de genotip S1S2 són pol·linitzats amb tres grans de pol·len, dos d'ells de genotip S3 i el tercer de genotip S1. La diferència entre els dos grans de pol·len amb genotip S3 és que van ser produïts per dues plantes diferents, una de genotip S1S3, l'altra de genotip S3S4. Només poden germinar en els estigmes, elongar en els estils i efectuar la fecundació els grans de pol·len que provenen d'una planta que no posseeix al·lels en comú amb el pistil. Com la reacció d'incompatibilitat depèn del genotip de l'esporòfit que origina als grans de pol·len i no del genotip dels propis grans de pol·len, la reacció es denomina «esporofítica».

A l'autoincompatibilitat esporofítica (AIE), el fenotip d'AI dels grans de pol·len d'una planta està determinat pel genotip diploide de l'antera (l'esporòfit) en la qual es va originar. Així, a diferència del sistema d'AIG en el qual cada gra de pol·len expressa el seu propi al·lel d'incompatibilitat, en aquest sistema cada gra de pol·len expressa els dos al·lels d'incompatibilitat presents a la planta que el va originar. En altres paraules, en l'AIG la reacció d'incompatibilitat està determinada únicament per l'al·lel present en el gametòfit, mentre que en l'AIE queda governada pels dos al·lels presents en l'esporòfit. En aquesta diferència substancial radica, justament, la denominació d'ambdós sistemes d'AI. L'AIE s'ha identificat en les famílies: Brassicaceae, Asteraceae, Convolvulaceae, Betulaceae, Caryophyllaceae, Sterculiaceae i Polemoniaceae. A la figura 2 es descriu mitjançant un esquema aquest mecanisme d'incompatibilitat.
Només un dels molts mecanismes d'AIE ha estat descrit amb detall a nivell molecular, el de la brassica (Brassicaceae). Com que l'AIE està determinada per un genotip diploide, tant el pol·len com el pistil expressen els productes de la traducció de dos al·lels diferents, és a dir, expressen dos determinants femenins i dos determinants masculins. Entre els dos al·lels d'un mateix locus d'AIE existeixen relacions de dominància que determinen l'existència de patrons extremadament complexos de compatiblitat/incompatibilitat. Aquestes relacions de dominància fins i tot permeten que es generin individus homozigòtics per al·lels S recessius. Comparada amb una població en la qual els al·lels S són codominants, la presència de relacions de dominància en la població eleva la probabilitat que ocorrin encreuaments compatibles entre els seus membres. La relació entre les freqüències dels al·lels S recessius i dominants reflecteix un balanç dinàmic. La relació entre les freqüències dels al·lels S recessius i dominants reflecteix un balanç dinàmic entre l'assegurament de la reproducció (afavorit pels al·lels recessius) i l'impediment de l'autofecundació (afavorit pels al·lels dominants).

#### El mecanisme de l'AI en la brassica
Com s'ha esmentat prèviament, el fenotip d'AIE del pol·len està determinat pel genotip diploide de l'antera. En la brassica, la coberta del pol·len, derivada del tapet de l'antera, porta els productes gènics de dos al·lels S. Aquestes són proteïnes petites, riques en cisteïna. El gen que codifica aquestes proteïnes es denomina SCR o SP11, i s'expressa en la taula de l'antera (és a dir, en l'esporòfit) com així també en la microspora i en el pol·len (és a dir, en el gametòfit). El determinant femení de la resposta de l'AI en la brassica és una proteïna transmembranal denominada SRK, la qual presenta un domini cinasa intracel·lular i un domini extracel·lular variable. L'SRK s'expressa en l'estigma i probablement funciona com un receptor de la proteïna SCR/SP11 de la coberta del pol·len. Una altra proteïna estigmàtica, denominada SLG, presenta una seqüència altament similar a l'SRK i sembla funcionar com un «coreceptor» del determinant masculí, amplificant la resposta d'autoincompatibilitat. Les interaccions entre les proteïnes SRK i SCR/SP11 donen com a resultat l'autofosforilació del domini cinasa intracel·lular de l'SRK, i es transmet un senyal dins de la cèl·lula de la papil·la estigmàtica. Una altra proteïna essencial per a la resposta d'autoincompatibilitat és la MLPK, una cinasa serina-treonina, la qual es troba ancorada del costat intracel·lular de la membrana plasmàtica. Els esdeveniments moleculars i cel·lulars subseqüents que porten a la inhibició del creixement dels tubs pol·línics encara estan pobrament descrits.

## Autoincompatibilitat heteromòrfica

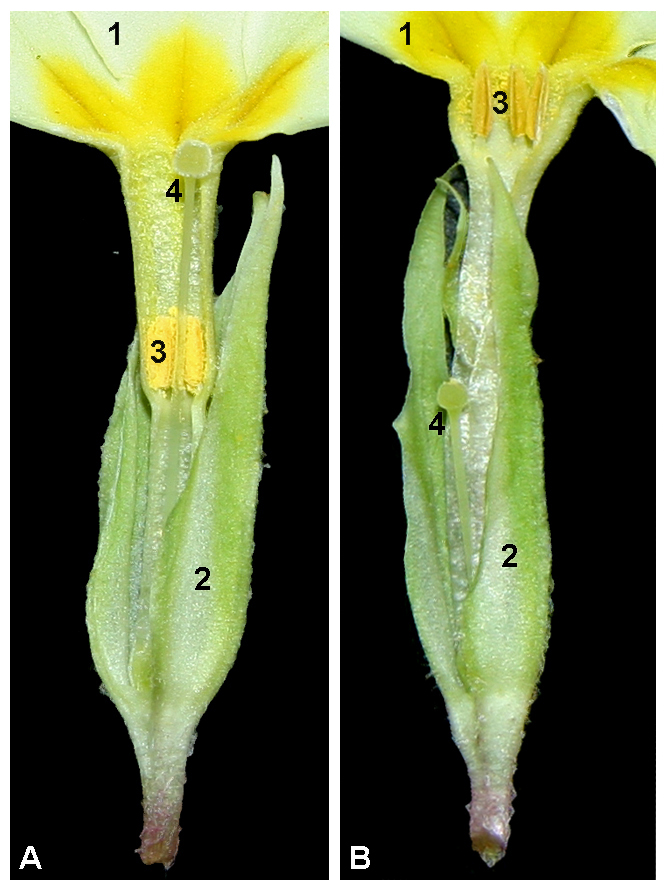
Distilia en Primula vulgaris. Les flors Pin (A) presenten els filaments dels estams curts i els pistils llargs. Les flors Thrum (B) mostren, en canvi, pistils curts i filaments llargs. Notes: 1.- pètals, 2.-sèpals, 3.- anteres dels estams i 4 .- pistil. Les úniques pol·linitzacions legítimes són les que es produeixen en encreuaments Pin x Thrum o Thrum x Pin.

L'heterostilia és una forma única de polimorfisme morfològic en les flors de certes espècies que, com a mecanisme, impedeix l'autofecundació de cada flor. En les espècies heterostíl·liques hi ha dos o tres tipus de flors (anomenades morfs). En una planta individual totes les flors presenten el mateix morf. Aquests morfs difereixen qualitativament entre si en les longituds dels pistils i dels filaments de les anteres. El fenotip per a cada morf està genèticament determinat. Quan una espècie presenta dos morfs florals es denomina distíl·lica. En un dels morf, anomenat Pin, els estams són curts i els pistils llargs. En l'altre morf, anomenat Thrum, els estams són llargs i els pistils curts. En les espècies que presenten heterostil·lia existeix un mecanisme diferent d'AI denominat autoincompatibilitat heteromòrfica. Aquest mecanisme probablement no es troba relacionat evolutivament amb els sistemes d'incompatibilitat homomòrfica.

### Genètica de l'autoincompatibilitat heteromòrfica
Les espècies del gènere Primula són possiblement l'exemple més conegut de flors heteromòrfica i el mecanisme reproductiu que aquesta espècie posseeix ha atret considerable atenció entre botànics, genetistes i evolucionistes, incloent a Charles Darwin ja per l'any 1862. Gairebé totes les espècies heterostíl·liques presenten AI. Els loci responsables de l'AI en aquestes espècies estan estretament lligats amb aquells gens responsables del polimorfisme floral, ja que ambdós caràcters s'hereten en forma conjunta. La distil·lia està determinada per un sol gen amb dos al·lels, la tristil·lia per a dos gens amb dos al·lels cada un.
L'AI és esporofítica, és a dir que els determinants masculins de la reacció d'AI estan governats pel genotip de l'esporòfit que produeix els grans de pol·len. Els loci d'AI gairebé sempre contenen dos al·lels en la població de plantes, un dels quals és dominant sobre l'altre tant en el pol·len com en el pistil. El polimorfisme en els al·lels d'AI es correspon amb el que governa la morfologia floral, de manera que el pol·len d'un morf pot fertilitzar solament els pistils de l'altre morf. En les espècies amb flors tristil·lia, cada flor conté dos tipus d'estams, cadascun dels quals produeix pol·len capaç de fertilitzar només un dels altres dos morfs de la població. Les poblacions de les espècies dístil·lies contenen només dos genotips per al locus d'AI: ss i Ss. La fertilització només és possible entre plantes que presentin diferent genotip per aquest locus, per la qual cosa els encreuaments legítims (aquells que produiran descendents) són sempre Ss x ss o ss x Ss. Aquesta restricció manté constantment una relació d'1:1 entre ambdós genotips en la població, els quals es troben aleatòriament distribuïts en l'espai que ocupa la població. El 2005 es va aconseguir determinar la seqüència de bases d'un dels al·lels S de la Primula vulgaris, la qual va demostrar ser altament similar a la seqüències d'al·lels S d'altres espècies autoincmpatibles.
Les espècies tristíl·liques presenten, a més d'un locus S, un altre locus amb només dos al·lels denominats M. En aquest cas el nombre de genotips possibles és major que en el cas de la distil·lia però sempre es manté una relació d'1:1 entre els individus de cada tipus d'AI.

## Altres mecanismes d'autoincompatibilitat

### Autoincompatibilitat retardada

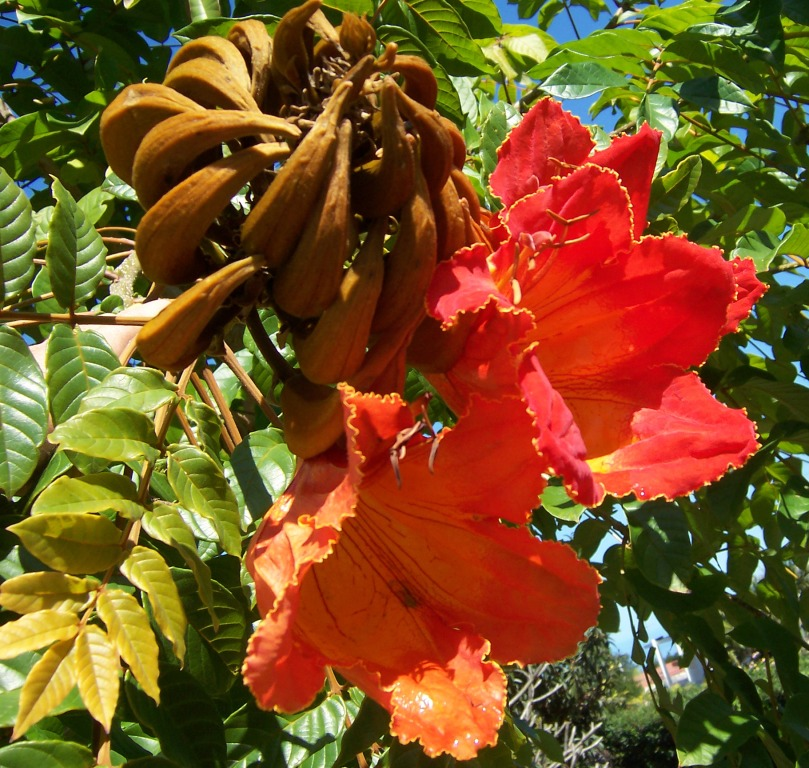
El tulipanero africà (Spathodea campanulata) és una espècie amb incompatilibitat retardada.

Com s'ha descrit anteriorment, en la majoria de les plantes autoincompatibles la inhibició del creixement dels tubs pol·línics es produeix en l'estigma o en l'estil. Els mecanismes d'AI que actuen en l'ovari han estat descrits com autoincompatibilitat retardada (AIR) i són bastant comuns en plantes. Els sistemes d'AIR poden dividir-se segons el moment en què ocorre la inhibició de l'auto-fertilització en les següents categories:
- La inhibició dels tubs pol·línics incompatibles ocorren abans d'arribar als òvuls.
- La reacció d'autoincompatibilitat ocorre per inhibició de la fertilització, dins de l'òvul.
- L'autoincompatibilitat es produeix per la inhibició del creixement de l'embrió. De fet, aquest és un mecanisme d'AIR post-zigot perquè la fertilització ja ha passat.

Espècies que exhibeixen aquest tipus de mecanisme d'AI són Narcissus triandrus (Amaryllidaceae), algunes del gènere Asclepias (Asclepiadaceae) i l'espatodea (Spathodea campanulata) a la família de les bignoniàcies .

### Autoincompatibilitat críptica
L'autoincompatibilitat críptica (AIC) s'ha descrit en un nombre limitat d'espècies. Alguns exemples són: Silene vulgaris (Caryophyllaceae), Amsinckia grandiflora (Boraginaceae), Decodon verticillatus (Lythraceae) i Cheiranthus cheiri (Brassicaceae). En aquest tipus d'autoincompatibilitat, la presència simultània en l'estigma de pol·len estrany i pol·len de la mateixa planta dona com a resultat una major quantitat de progènie provinent de la pol·linització amb el pol·len estrany. No obstant això, i al contrari del que passa amb els sistemes d'autoincompatibilitat «complets» o «absoluts» descrits prèviament, en l'AIC pot existir fertilització i producció de descendència en absència de pol·len estrany. D'aquesta manera s'assegura la reproducció de l'individu encara que aquest es trobi aïllat d'un altre individu de la mateixa espècie. L'AIC actua, almenys en algunes de les espècies estudiades, a l'estadi d'elongació dels tubs pol·línics dins dels pistils i porta a una taxa de creixement o elongació major en els tubs pol·línics provinents del pol·len estrany, els quals arriben als òvuls i realitzen la fertilització de les oósfera abans que els tubs polínics provinents del pol·len de la mateixa planta. Els mecanismes cel·lulars i moleculars determinants de l'AIC no han estat descrits fins a l'abril de 2008. La força de la resposta de l'AIC pot ser definida com la relació existent entre el nombre d'oósferes fertilitzades per pol·len estrany pel que fa al nombre d'oósferes fertilitzades pel mateix pol·len de la planta quan s'aplica la mateixa quantitat de pol·len estrany com a propi de la planta sobre els estigmes d'aquesta. Aquesta relació va des de 3,2 fins a 11,5 en els taxes estudiades fins al moment.

### La protrusió de l'estigma com a mecanisme d'autoincompatibilitat i la seva base genètica

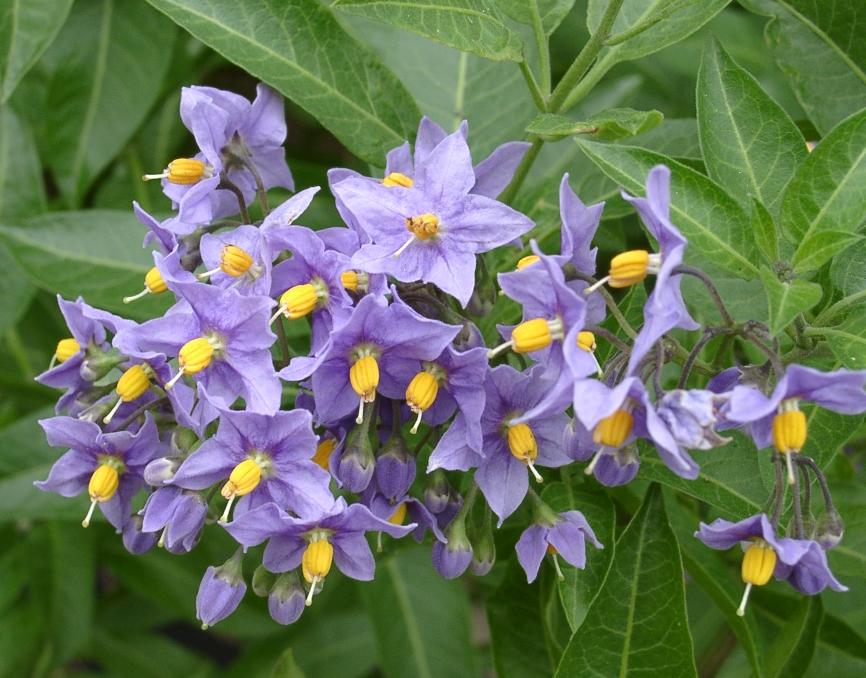
Estigmes pròstrids en les flors d'una Solanum crispum. Els pistils de cada flor s'observen com columnes blanquinoses que sorgeixen des del centre de l'anell que formen els estams.

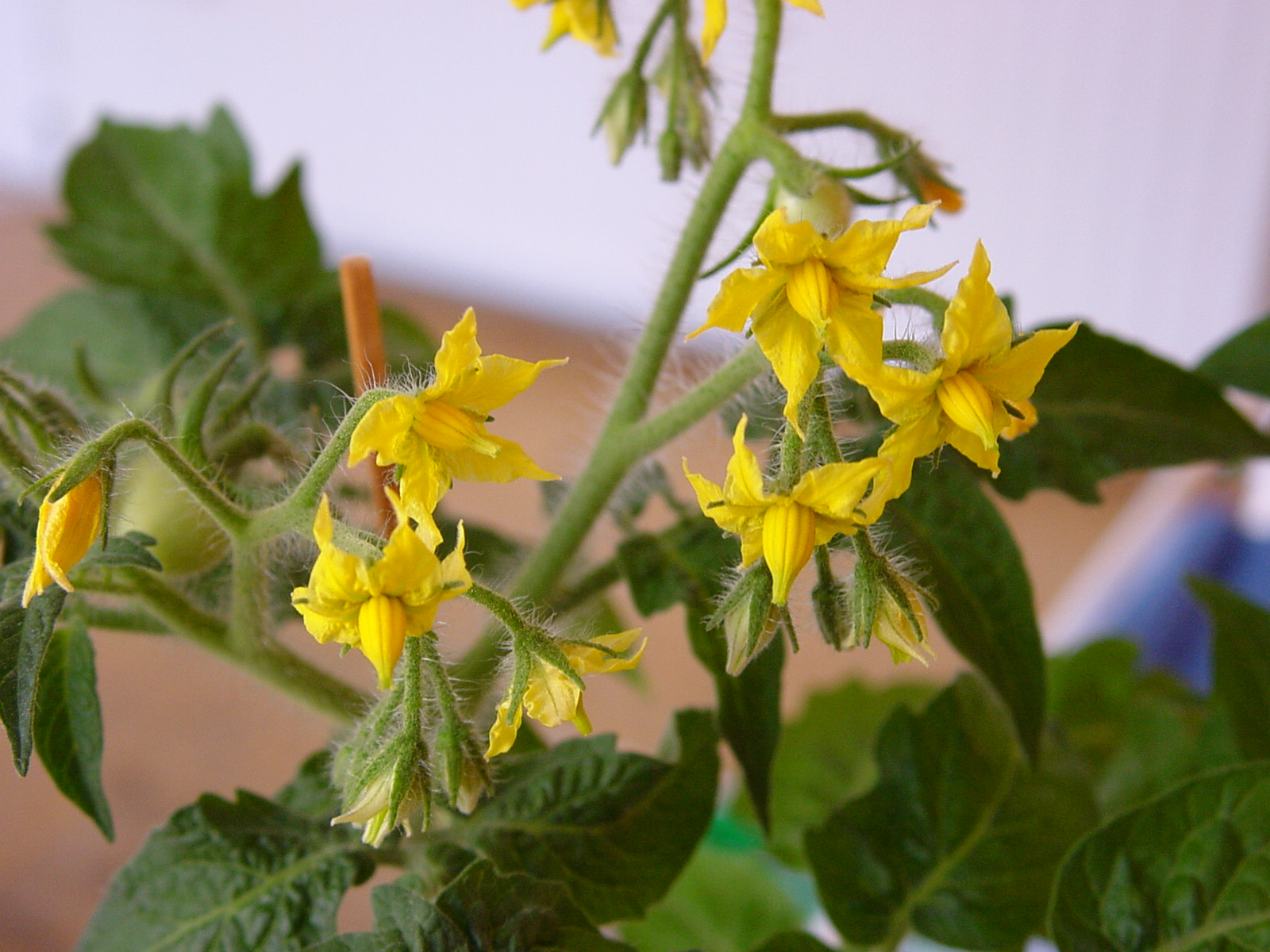
Estigmes inserits en les flors d'una Solanum lycopersicum (tomàquet). Els pistils de cada flor queden dins de l'anell d'estams o sobresurten mínimament.

Les espècies silvestres de tomàquet (Solanum lycopersicum) es diferencien entre si per la seva manera de reproducció. Així, hi ha espècies AI i, per tant, són «al·logames». D'altra banda, hi ha espècies que usualment s'autopolinitzen i s'autofecunden, es diu que són autocompatibles (AC) i, per tant, són autogames. Entre ambdós extrems, finalment, hi ha espècies que presenten poblacions AI i AC, i altres que són usualment AI però poden donar una proporció de llavors per autofecundació (s'anomenen al·logames facultatives).
El grau en què els estigmes s'allarguen per dalt dels estams (variable que es denomina «protrusió dels estigmes») és un determinant central en la possibilitat de la pol·linització creuada i, per tant, de l'al·logàmia en aquestes espècies. Les espècies relacionades amb el tomàquet que són AI obligades o facultatives presenten flors amb els estigmes molt pròstrids. En contrast, altres espècies com ara el tomàquet conreat, presenten els estigmes inserits el qual promou l'autopol·linització. S'ha observat que una regió del genoma del tomàquet (un QTL, acrònim anglès per designar un locus que determina o governa un caràcter quantitatiu) denominada se2.1 és responsable d'una gran proporció de la variabilitat fenotípica observada per aquest caràcter i que les mutacions en aquest locus estan involucrades en l'evolució des de l'al·logamia cap a l'autogàmia en aquestes espècies. La localització d'aquest QTL en el genoma del tomàquet ha permès concloure que se2.1 és un locus complex que comprèn almenys 5 gens estretament lligats, un que controla la longitud de l'estil, 3 que controlen la grandària dels estams i l'últim que governa la dehiscencia de les anteres. Aquest grup de gens representaria els vestigis d'un complex ancestral de gens co-adaptats que controlen el tipus d'aparellament en aquestes espècies de Solanum.
El 2007 s'avançà un pas més en la comprensió d'aquest grup de gens, ja que s'ha determinat la seqüència de bases del locus STYLE2.1, el gen responsable de la longitud de l'estil. Aquest gen codifica un factor de transcripció que regula l'allargament cel·lular dels estils en desenvolupament. La transició des de l'AI a l'AC va estar acompanyada, més que per un canvi en la proteïna STYLE2.1, per una mutació en el promotor del gen STYLE2.1 que va donar com a resultat la disminució en l'expressió d'aquest gen durant el desenvolupament floral i, per tant, l'escurçament conseqüent de la longitud dels estils.

## L'evolució de l'autocompatibilitat (AC)
L'AI freqüentment s'ha perdut durant la diversificació de les angiospermes, un fenomen que explica l'origen de l'autocompatibilitat (és a dir, de l'acceptació del mateix pol·len i, per tant, de la producció de llavors per autopolinizació). No obstant això, no existeix cap prova que el contrari hagi ocorregut mai, és a dir, una vegada que en el transcurs de l'evolució es perd un sistema de l'AI, aquest no es torna a recobrar. Es considera que la pèrdua irreversible dels sistemes d'AI passa pel fet que la transició cap a l'AC està acompanyada pel col·lapse en la variabilitat del locus S i per l'acumulació de mutacions amb pèrdua de funció en molts dels loci involucrats en la resposta d'autoincompatibilitat. Aquesta asimetria en les transicions entre un i altre sistema implica que la freqüència de l'AI en les angiospermes està declinant, o bé, que la mateixa confereix un avantatge macroevolutiva.